# DAF Daffodil S
Der DAF Daffodil S war eine 1966 gebaute zweitürige Limousine von DAF als Sportversion des DAF Daffodil. Er war nur in Weiß erhältlich und der luftgekühlte Zweizylinder-Boxermotor aus dem Daffodil wurde auf 762 cm³ aufgebohrt und erhielt neue Zylinderköpfe. Die Leistungssteigerung resultierte vor allem aus  dem angepassten Vergaser und größeren Luftfilter, sie betrug 26,5 kW (36 PS) bei 4000/min. Der Daffodil S war 800 hfl teurer als der Standard-Daffodil. Nur 500 Exemplare wurden als Homologationsmodell für Rallyes und Autorennen gebaut.